# Captain Tsubasa
Captain Tsubasa (キャプテン翼 Kyaputen Tsubasa?), localizado como Capitán Tsubasa en algunas traducciones al español, aunque alternativa y más popularmente conocido como Campeones: Oliver y Benji en España y Supercampeones en Hispanoamérica, es una serie de manga escrita e ilustrada por Yōichi Takahashi en 1981. Una adaptación a serie de anime se desarrolló  dos años después del lanzamiento del manga, la cual tuvo gran éxito a nivel internacional, siendo emitida originalmente entre 1983 y 1986 por TV Tokyo y dirigida por Isamu Imakake. En las décadas siguientes, se hicieron cortas secuelas televisivas, las cuales no lograron el mismo impacto de la primera adaptación.
La historia tiene como tema central el fútbol, narrando las intrépidas aventuras de Tsubasa Ōzora y sus amigos desde la infancia hasta que son profesionales y llegan a formar parte de la selección nacional de Japón. La trama también se centra en la relación de Tsubasa con sus amigos, la rivalidad hacia sus oponentes, los entrenamientos, la competición y los acontecimientos en cada uno de los partidos que se juegan.

## Argumento
Tsubasa Ōzora es un estudiante de primaria de 11 años que le encanta jugar al fútbol y sueña con algún día ganar la Copa Mundial de Fútbol para Japón.
Vive con su madre en Japón, mientras que su padre es un capitán de barco que viaja por todo el mundo. Tsubasa es conocido como "El hijo del fútbol enviado del cielo". Cuando apenas tenía un año, casi lo atropella un autobús mientras jugaba con una pelota. Sin embargo, Tsubasa sostuvo el balón frente a él, lo que sirvió como amortiguador durante la mayor parte del impacto. La fuerza del golpe lo hizo volar, pero pudo enderezarse con el balón. De ahí el lema de Tsubasa de "El balón es mi amigo".
Al comienzo de la historia, Tsubasa y su madre se mudan a la ciudad de Nankatsu, una ciudad ficticia en la prefectura de Shizuoka conocida por sus talentosos equipos de fútbol de la escuela primaria y donde Tsubasa conoce a Ryo Ishizaki, un joven estudiante amante del fútbol que a menudo se escabulle de los baños públicos de su madre y de sus tareas domésticas para jugar al fútbol. Conoce a Sanae Nakazawa (también conocida como Patty), una chica entusiasta que también ama el fútbol y ayuda a animar al equipo de la escuela secundaria de Nankatsu, y a Genzo Wakabayashi, un joven portero de gran talento a quien pronto desafía a un partido en el festival deportivo anual de Nankatsu. También conoce a Roberto Hongo, uno de los mejores futbolistas brasileños del mundo que es amigo del padre de Tsubasa y que empieza a vivir con Tsubasa y su madre para poder entrenar a Tsubasa. Roberto se convierte en mentor de Tsubasa y lo ayuda a aprovechar sus habilidades futbolísticas, convenciéndolo de unirse a la escuela primaria Nankatsu y su incipiente equipo de fútbol de la escuela primaria, que luego Roberto entrena mientras le transmite sus técnicas a Tsubasa.

## Media

### Manga
Captain Tsubasa, escrito por Yōichi Takahashi, está dividido en varios mangas.
- El primero, llamado "Captain Tsubasa" (1981-88), contiene 37 volúmenes.
- El segundo llamado "Captain Tsubasa: World Youth" (1994-97), contiene 18 volúmenes
- El tercero "Captain Tsubasa: Road To 2002" (2001-04), contiene 15 volúmenes
- El cuarto "Captain Tsubasa: Golden 23" (2005-08), contiene 12 volúmenes
- El quinto "Captain Tsubasa: Kaigai Gekito Hen in Calcio" (2009-2010), contiene 2 volúmenes
- El sexto manga "Captain Tsubasa: Kaigai Gekito Hen En La Liga" (2010-12), lleva 6 volúmenes publicados.
- El séptimo y último manga "Rising Sun" (2014-2024), contiene 20 volúmenes publicados.

La saga fue creada con el fin de impulsar la práctica del fútbol en Japón. Captain Tsubasa fue un éxito tanto en el manga como en el anime. Los primeros mangas fueron de bolsillo y constaron de 37 volúmenes. Esta primera edición salió entre enero de 1982 y marzo de 1989; más tarde, también salió una edición en un formato más grande (ya que los niños japoneses no podían leerlo), compuesta de 21 números, los cuales comprendían los 37 números anteriores; además del tamaño, también se diferenciaba en la carátula y las páginas extras. Ambas versiones fueron editadas de la editorial JumpComics.
El personaje de Tsubasa Ōzora hizo parte de la promoción de los Juegos Olímpicos de Tokio 2020 junto a otros personajes de la cultura popular japonesa, junto a Super Mario Bros., Pac-Man, Doraemon y Hello Kitty.

### Anime
- Captain Tsubasa (Supercampeones en Hispanoamérica y Campeones: Oliver y Benji en España): Debido al éxito del manga, se produjo el anime, el cual se emitió desde el 13 de octubre de 1983 hasta el 27 de marzo de 1986 para la pequeña pantalla a través del canal 12 de TV Tokyo. La serie está compuesta de 128 capítulos de 22 minutos cada uno, donde se cuenta la historia del manga hasta el número 25. Además, pronto se hicieron cuatro películas animadas, entre 1985 y 1986. Esta serie y las películas añadirían contenidos que no estaban en la historia original, como el Torneo Mundial Infantil en Europa; con esto, el anime sobrepasó al manga.

- Shin Captain Tsubasa: Unos años más tarde, en 1989, se produjo una continuación de la serie original “Captain Tsubasa”. Compuesta de 13 OVAs, esta nueva serie adapta los volúmenes que faltaban del manga (25-36), cuya trama narra la historia desde los preparativos para la Copa Mundial Sub-16 en Francia hasta la final contra Alemania. Dando así por finalizado el manga de 1981.

- Captain Tsubasa J (Supercampeones J en Hispanoamérica): El 21 de octubre de 1994 se estrenó esta nueva serie de 47 capítulos, en la cual, el anime mostró muchísimas mejoras en la calidad de la animación. Los primeros 33 capítulos son un remake de la serie original “Captain Tsubasa”. La segunda parte de la serie (34-47), adapta el manga “World Youth”. Narra la llegada de Tsubasa a Brasil y se presenta un nuevo personaje, Shingo Aoi (Terry Denton), un japonés que reside en Italia. También vemos la final de la Liga Brasileña entre el São Paulo de Tsubasa y al Flamengo de Carlos Santana y a la Selección Japonesa entrenar para el Mundial de fútbol Sub-20. Sin embargo, la serie quedó inconclusa, quedando once tomos del manga “World Youth” sin versión animada (los partidos de clasificación para el Mundial, la Copa Asiática y el propio Mundial). La película de esta parte permanece inédita en España.

- Captain Tsubasa: Road to 2002 (Supercampeones: Camino al mundial en Hispanoamérica y Campeones hacia el mundial: Oliver y Benji en España): Esta nueva serie se emitió en Japón entre julio de 2001 y junio de 2002, está compuesta por 52 capítulos y fue emitida por TV-Tokyo. La serie se divide en tres partes: La primera parte “Road to Dream” (Capítulos 1-19) es un remake de la serie original “Captain Tsubasa”, Tsubasa recuerda su infancia mientras juega su último partido en Brasil, en el São Paulo F.C. contra el Flamengo. Tsubasa recuerda sus pasos desde que jugaba en el "Nankatsu" (Niupi) hasta ya adolescente, cuando se enfrenta al "Toho" en la final de secundaria (aunque se producen cambios de guion respecto a la serie original). La segunda parte “Road to Sky” (Capítulos 20-31) es un remake de la segunda serie “Shin Captain Tsubasa”, se muestra el campeonato nacional juvenil o sea el Mundial Sub-16. Tras esto, la serie da un salto pasando por alto la parte correspondiente al "World Youth" y comienza la nueva saga, cuya historia es nueva e inventada para el anime. Esta tercera parte “Road to Victory” (Capítulos 32-52) presenta contenido nuevo, se muestra a Tsubasa en Brasil, sus comienzos y su duelo con Santana, para más tarde ver como este sigue su camino en el F. C. Barcelona, Hyuga en la Juventus y Wakabayashi en el Hamburgo SV. Después de estos sucesos con finales positivos (Hyuga y Tsubasa ganan sus partidos y Wakabayashi empata) a los japoneses en Europa les llega la hora de partir con su selección a la Copa Mundial de fútbol de 2002, celebrado en Corea del Sur y Japón. La serie finaliza en el estadio internacional de Yokohama, la selección de Japón se enfrenta en el partido inaugural contra Brasil, entrenados por Roberto, y conformado por Santana, Pepe y Rivaul. Este anime no tiene continuación de ninguna forma, lo que se ve al final, un partido del mundial entre Japón y Brasil es puro marketing, nada de esto ocurre en el manga "Road To 2002", y no se debe confundir con la final del "World Youth". Es decir, el final no corresponde al manga.

- Captain Tsubasa (2018): (Capitán Tsubasa o Capitán Tsubasa: La leyenda regresa en Hispanoamérica): El 12 de diciembre de 2017, a través de una rueda de prensa, se anunció que “Captain Tsubasa” tendría un reboot para televisión, con fecha de estreno para abril de 2018 en la cadena TV Tokyo. Estuvo compuesta por 52 episodios divididos en 2 temporadas. El anuncio vino acompañado de un tráiler y un póster, además de imágenes con el diseño de los personajes.[2] Posteriormente, a principios de marzo de 2018, la página web oficial de este nuevo anime anunció que la serie se estrenaría el 27 de marzo de 2018.[3]

- Captain Tsubasa: Yunior Youth Arc (2023-2024), es la continuación de Captain Tsubasa (2018), está compuesta por 39 episodios donde se adapta el arco del Torneo Juvenil de Francia, y terminando con Tsubasa jugando en Brasil.

## El retorno de Takahashi y las nuevas series
Después de unos años, en 1993, Takahashi retoma las aventuras de Tsubasa, con el manga Captain Tsubasa: Saikyo no teki! Holland Youth, donde se narra la historia de Japón vs. Países Bajos. El manga fue publicado por Shōnen Jump y, posteriormente, pasó a edición de bolsillo en abril de 1996, si bien antes de la salida del manga, en Japón ya se distribuyó en vídeo a finales de 1995.
En 1994, Takahashi empieza una nueva historia llamada Captain Tsubasa World Youth Hen, donde narra las aventuras de un nuevo personaje (Aoi Shingo), la trayectoria de Tsubasa con el club brasilero São Paulo Futebol Clube y las eliminatorias de Asia y el mundial juvenil sub-19 en Japón. Esta serie duró hasta 1997, siendo trasladada a edición de bolsillo entre diciembre de 1994 y septiembre de 1997. Consta de 18 números.
La nueva serie, Captain Tsubasa J, y Captain Tsubasa J World Youth, se realizó en 1994 y 1995. La primera es un resumen de la historia inicial, con una mejora de gráficos y mayor fluidez, pero al ser un resumen se omiten muchas escenas e historias. La segunda está basada en los mangas, pero al igual que pasó con la primera serie, ésta terminó por alcanzar a los mangas y no han terminado la serie. Consta de 46 capítulos. Incluye la palabra tsuzuku al final de cada capítulo, y owari al final del último episodio. Fuji TV la emitió en aquel período.
Con la vista puesta en el mundial de Corea del Sur-Japón 2002, nace una nueva serie, con el título de Captain Tsubasa: Road to 2002, aunque en los títulos aparece el título Captain Tsubasa a secas, se agregó el resto para distinguirlo de la serie original. Esta serie es la continuación de World Youth, donde Tsubasa ficha por el FC Barcelona (Cataluña en el anime) y Hyuga por la Juventus (Piamonte en el anime). Esta serie se emitió en Japón entre julio de 2001 y agosto de 2002, está compuesta de 52 capítulos y fue emitida por TV-Tokyo. Al final se muestra a Tsubasa en el F.C. Barcelona/Cataluña, Hyuga en la Juventus/Piamonte y Wakabayashi en el Hamburgo/Grünwald.
Después de dos años, en 2005, Takahashi retoma las aventuras de Tsubasa, con el manga Captain Tsubasa Golden-23, donde se narra la trayectoria de Tsubasa con el club FC Barcelona (España) y el Preolímpico de Asia de cara a los Juegos Olímpicos en Madrid, España. Hasta ahora, la serie se ha ido estructurando en 3 partes o eventos (diferente de los que se solían ver, donde el enfoque sólo era el seleccionado japonés). La primera narró la confección del equipo para jugar el Preolímpico, con Matsuyama de capitán y Misaki como el creador de juegos o pivote, y como juegan algún partido amistoso contra Dinamarca y Nigeria. La segunda parte ha explicado el Preolímpico asiático mismo y la clasificación de Japón para los Juegos Olímpicos, sin contar con los jugadores japoneses en el extranjero (Tsubasa, Hyuga, Aoi y Tomeya). Luego de eso, Yōichi Takahashi se tomó un respiro para disfrutar de la Eurocopa 2008. En julio de ese año, retoma las aventuras, enfocándose en la liga italiana y la liga española en Europa. Con esta temática ha publicado 2 series cortas. La primera Captain Tsubasa Kaigai - Gekitouhen in Calcio trata sobre la temporada de Hyuga en la Juventus disputando el ascenso a la Serie B en el último partido. La segunda Captain Tsubasa - Kaigai Gekitouhen - En La Liga se centra en el final de temporada de Tsubasa en el F. C. Barcelona hasta lograr la victoria en la liga.
Después de finalizar estas 2 short series, a finales de 2013 Takahashi ha retomado la preparación para los Juegos Olímpicos con una nueva serie titulada Captain Tsubasa - Rising Sun.

## Películas
En los años 1985 y 1986 se hicieron cuatro películas sobre Captain Tsubasa en el cine:
- Captain Tsubasa: Gran batalla en Europa (1985), también llamada Captain Tsubasa: Desafío Europeo o Captain Tsubasa: Europe Daikessen o Captain Tsubasa - Soccer Boys Europe Finals.
- Captain Tsubasa: ¡Cuidado! Japón Jr. (1985), también llamada Captain Tsubasa: La Revancha, o La venganza, o Revenge Match, o Captain Tsubasa: Ayaushi! Zen Nippon Jr. o Captain Tsubasa - Attention! The Japanese Junior Selection.
- ¡Gran batalla en el mundo!; Copa Mundial Jr. (1986), también llamada Captain Tsubasa: La Copa del Mundo o Captain Tsubasa: Sekai Daikessen!! Jr. World Cup o Captain Tsubasa - The great world competition! The Junior World Cup.
- Captain Tsubasa: Corriendo hacia el mañana (1986), también llamada Captain Tsubasa: Camino al Mundial o Captain Tsubasa: Asu ni Mukatte Hashire! o Captain Tsubasa - Run to catch the tomorrow!.

La trama de las cuatro películas es inédita y complementaria, ya que éstas historias no están en el manga. Además tienen una calidad gráfica muy superior al anime, la última película representó el partido de la Selección de Sudamérica vs. Japón. Algunas cuentan con escenas editadas de algunos episodios de la serie, una de éstas, el tiro de Tsubasa que pasó por debajo de un autobús en movimiento, cuya pelota llegó a las manos de Wakabayashi. Ocurrió en el capítulo 1 de la serie.

## OVAs
- Shin Captain Tsubasa (1989) serie de 13 OVAs que actuó como continuación de la serie original “Captain Tsubasa”. Fue realizada en conjunto con el sello discográfico CBS Sony (hoy Sony Music), que publicó su banda sonora.
- Capitán Tsubasa: ¡El Enemigo más Fuerte! El Juvenil Holandés (1994) también llamada Captain Tsubasa 5: Saikyu no Tenki! Hollanda Youth o Captain Tsubasa - The Most Powerful Opponent! Holland Youth. Esta OVA es considerada por muchos como la quinta película.

## Personajes principales
- Tsubasa Ōzora (大空　翼 Ōzora Tsubasa) / Oliver Atom (España e Hispanoamérica)

| Seiyū/Actores de doblaje     | Japón                               | México                                 | España         |
| Captain Tsubasa              | Youko Ogai                          | Elsa Covián (Niño) Jorge Roig Jr.      | Teresa Acaso   |
| Captain Tsubasa J            | Megumi Ogata (Niño) Akira Ishida    | Gustavo Melgarejo                      | Jorge Saudinós |
| Captain Tsubasa Road to 2002 | Satsuki Yukino (Niño) Tomokazu Seki | Benjamín Rivera                        | Jorge Saudinós |
| Captain Tsubasa 2018         | Yūko Sanpei                         | Rosalina Márquez (Niño) Emilio Ángeles |                |

Aficionado desde preescolar, su gran relación amistosa con el fútbol y, sobre todo, con el balón, quedó marcada de forma imborrable cuando a la edad de 5 años salió ileso luego de ser atropellado por un camión gracias a que interpuso su balón entre el automóvil y él, y, luego, al salir despedido por el choque, nuevamente la pelota evitó que se golpeara contra el suelo. Desde entonces, Tsubasa considera que su balón le salvó la vida y juega al fútbol también como una manera de saldar su deuda con él. Proveniente de Tokio, se muda con su madre a Shizuoka, donde conoce a Ryō Ishizaki y a Sanae Nakazawa y comienza a jugar al fútbol como centro delantero del equipo de la Escuela Primaria Nankatsu aunque al principio su deseo era entrar al equipo de la Elemental Shutetsu, pero el reto que le planto al portero de dicho equipo, Genzo Wakabayashi, lo obligó a cambiar de opinión. Con la llegada de Taro Misaki, formó con él la famosa “Golden Comby” con la que enfrentó a Wakabayashi en el partido que cerraba el desafío interdeportivo entre los dos colegios y que terminó 2-2. También conoció al internacional brasileño Roberto Hongō, quien le enseñó el tiro de chilena y el tiro con chanfle (o “Drive Shot”), mientras era el entrenador del Nankatsu. Tras el desafío, sería convocado por el Nankatsu SC, compuesto por jugadores de escuelas de la ciudad, junto con sus compañeros Taro Misaki y Ryō Ishizaki, más Genzo Wakabayashi, Mamoru Izawa, Teppei Kisugi, Hajime Taki, Takasugi Shingo y Yuzo Morisaki del Shutetsu; Hanji Urabe del Nishigaoka; y Takeshi Kishida del Yamabuki, entre otros. Con ese equipo, ganarían el Campeonato Regional de Shizuoka y, luego, ganarían el primer Campeonato Nacional derrotando al Toho de Kojiro Hyuga, Ken Wakashimazu y Takeshi Sawada. Actualmente su carrera se desarrolla en el F. C. Barcelona, donde es el mediocampista ofensivo suplente de Rivaul (jugador inspirado en Rivaldo). Sus técnicas son muy variadas, pero su tiro más característico es el 'Drive Shot' o 'Tiro con Efecto' (también conocido en Hispanoamérica como "El tiro con Chanfle") y sus variaciones, como el 'Flying Drive Shot' o el 'Skywing Shot'. Su debut en España fue contra el Valencia, entrando como sustituto por la lesión de Rivaul.
Historial de clubes: Escuela Elemental Nankatsu, Nankatsu SC, São Paulo, FC Barcelona B, FC Barcelona.
- Kojiro Hyuga(日向　小次郎 Hyûga Kojirō)/ Mark Lenders (Europa)/Steve Hyuga (Hispanoamérica)

| Seiyū/Actor (es) de doblaje  | Japón                                 | México          | España             |
| Captain Tsubasa              | Hirotaka Suzuoki                      | Jorge Roig Jr.  | Cholo Moratalla    |
| Captain Tsubasa J            | Nobuyuki Hiyama                       | Armando Coria   | José María Carrero |
| Captain Tsubasa Road to 2002 | Rica Matsumoto (Niño) Takehito Koyasu | Ricardo Mendoza | Cholo Moratalla    |
| Captain Tsubasa 2018         | Takuya Satou                          | Jorge Roig Jr.  |                    |

El primer rival a la altura de Tsubasa, Kojirō se presenta desde el primer momento como un chico agresivo y orgulloso. Su primer equipo fue el Meiwa F.C de Saitama, su ciudad, donde fue entrenado por Kozo Kira, su mentor, quien le enseñó el estilo de juego ofensivo que juega. Más tarde, gracias a una beca, entra en el instituto Toho, donde juega en el equipo del mismo nombre, el Toho FC. En este equipo es capitán, y lo llevará a ganar el campeonato junto al Nankatsu.
Después, se aventura en Italia (con el mundial sub-16 jugado en Francia), donde jugará para la Juventus de Turín. Su tiro más famoso es el "Tiger Shot', así como el 'Raijyu Shot' y sus combinaciones con Tsubasa, 'Drive Tiger Shot'. Fue expulsado de la selección por el entrenador Gamo, alegando que sus tiros eran muy débiles. Tras entrenarse y elaborar el 'Raijyu Shot' regresa y recupera su posición de delantero titular. Luego de su debut con un gol en los minutos finales logra permanecer en la Juventus.
Historial de clubes: Meiwa FC, Toho FC, Juventus.
- Taro Misaki/ Tom Baker (España) /Tom Misaki (Hispanoamérica)

| Seiyū/Actores de doblaje     | Japón           | México                              | España     |
| Captain Tsubasa              | Eiko Yamada     | Sylvia Garcel                       | Sara Vivas |
| Captain Tsubasa J            |                 | Javier Rivero                       |            |
| Captain Tsubasa Road to 2002 | Kousuke Toriumi | Jesús Barrero                       | Sara Vivas |
| Captain Tsubasa 2018         | Ayaka Fukuhara  | Annie Rojas (Niño) Eduardo Mártinez |            |

El complemento ideal en el terreno de juego del protagonista, integrante de la GOLDEN COMBY (dueto dorado) gran habilidad y técnica depurada como volante ofensivo. Desarrolló su juego en Francia aunque retorna al Japón cuando los otros 3 ases japoneses habían emigrado. Tras su operación, decide comenzar su carrera en Japón, en vez de en Europa. Siendo el Jubileo Iwata su primer club profesional.
Historial de clubes: Escuela Elemental Nankatsu, Nankatsu SC, Jubileo Iwata.
- Genzo Wakabayashi / Benji Price (España e Hispanoamérica)

| Seiyū/Actores de doblaje     | Japón             | México          | España        |
| Captain Tsubasa              | Kôichi Hashimoto  | Eduardo Tejedo  | José Carabias |
| Captain Tsubasa J            | Shinichiro Miki   | Benjamin Rivera | José Carabias |
| Captain Tsubasa Road to 2002 | Kenichi Suzumura  | José Arenas     | José Carabias |
| Captain Tsubasa 2018         | Ken'ichi Suzumura | Luis Navarro    |               |

En realidad él fue el primer rival de Tsubasa durante la escuela primaria. El portero se caracteriza por no haber recibido goles desde fuera del área. Un líder natural, con él en el campo la selección japonesa se hace más fuerte. Apenas finalizado el campeonato infantil, parte a Alemania donde se hace profesional con el Hamburgo SV.

### Especiales
- Captain Tsubasa Netto Special: Este especial no es un manga sino una revista, en donde se narra la primera historia que dio lugar a la serie, se llama Taro-Tsubasa. Trae comentarios de Takahashi, descripción de los jugadores, imágenes en 3-D con gafas y un póster. También cuenta una pequeña historia a todo color que Takahashi dedicó a la gente de la revista, las fichas técnicas con los comentarios de Munemasa Katagiri y algunas imágenes que en su momento fueron toda una primicia de las películas.
- Boku wa Misaki Taro: Narra la historia de Misaki cuando termina el campeonato de primaria, juega en un equipo de Japón llamado Nishimine, gana un partido, después Misaki se va a reencontrar con su madre, pero decide quedarse con su padre diciendo la frase: "Mi nombre no es Taro Yamaoka sino Taro Misaki", y termina con la partida a Francia con su padre. Este manga salió en formato de bolsillo en diciembre de 1987, pero en la revista Shōnen Jump debió salir en 1985[cita requerida].
- Sakyo no Teki! Holland Youth: La primera vez que salió esta historia fue en 1993, en la revista Shōnen Jump (14-18). En diciembre de 1995 sale el OVA y recién en 1996 sale el manga de Jump Comics. La historia comienza con la final entre institutos, donde Toho FC (Hyuga, Sawada, Wakashimazu, Sorimachi, Koike) vence al Nankatsu SC (Misaki, Izawa, Kisugi, Taki, Ishizaki, Nitta, Morisaki, Hanji, Nakayama, etc) por 2 a 1. En otro lugar del mundo, el equipo juvenil de Alemania vence a Países Bajos por 3 a 1, la primera tiene en sus filas a Schneider y a Wakabayashi.
- Captain Tsubasa Millenium Dream: Este minimanga se lanzó junto con una edición especial del tomo 5 del manga Captain Tsubasa Road to 2002, la historia trascurre mientras unos niños juegan con su PlayStation, de ahí en más la historia trascurre en los juegos olímpicos de Sídney 2000. Se lanzó en Japón el 17 de mayo de 2002.
- Captain Tsubasa 3109 All Records: Este es una recopilación de toda la data que suma desde los inicios la serie, todos los equipos, jugadores, partidos y muchísima información más. El 5 de mayo de 2003 se lanzó en Japón.
- Captain Tsubasa Final Countdown: Es una historia corta de la época de Road to 2002. Narra el comienzo de un partido entre Japón y los Países Bajos de Bryan Cruyfford. El partido queda incompleto y servía como aperitivo al Mundial 2002. Acaba diciendo que en ese mismo estadio jugará Japón contra Brasil en el mundial.
- Captain Tsubasa Go for 2006: Otra historia relacionada con Road to 2002. Trata sobre la aventura italiana de Hyuga y Shingo. Se ve cómo ambos mejoran su juego, debutan y marcan. Además, Maki (la "novia" de Hyuga) viaja a Italia a disputar un campeonato de Softball y de paso aprovecha para visitar a Hyuga.
- Captain Tsubasa F.C.R.B. Stadium Opening Match: Historia breve que Takahashi creó en la era Road to 2002 para conmemorar la inauguración real del estadio de Bristol (Japón). En ella se ve la inauguración con un partido entre Japón y un combinado mundial (Davi, Levin, etc.).
- Captain Tsubasa Golden Dream: Otra historia complementaria en el que el F. C. Barcelona, con Tsubasa, va de gira a Japón y se enfrenta al Júbilo Iwata, en el que juega Misaki. Aprovecha para ver a sus compañeros de selección y antiguos amigos. El partido como en la mayoría de éstas historias no concluye.
- Captain Tsubasa All Star Game: Éspecial publicado en Shonen Jump en 2005, entre Road to 2002 y Golden-23 para conmemorar el 25.º aniversario de Captain Tsubasa (la primera historia corta de Taro Tsubasa se publicó en 1980). En ella se enfrenta una selección de estrellas mundiales que se eligió por votación popular a través de la revista y por internet contra la selección japonesa.
- Captain Tsubasa Japan Dream 2006: Primer especial relacionado con Golden-23. Se creó para animar a la selección japonesa de cara al Mundial de Alemania 2006. En él se enfrenta la selección real de Japón, contra la de Tsubasa.
- Captain Tsubasa Wish for Peace Hiroshima: Segunda historia de la era Golden-23. Publicada en 2008 después del parón al finalizar la segunda parte de Golden-23. Es un partido amistoso entre Japón y Grecia. La elección de Grecia parece venir dada por ser el país de origen de los Juegos Olímpicos, que es un símbolo de paz en el deporte.
- Captain Tsubasa Weekly Jump 40th Anniversary: Una historia aparecido en conmemoración del 40 aniversario de la revista semanal de Jump. Narra un partido jugado supuestamente al finalizar el campeonato infantil y antes de la marcha de Misaki a Francia, en que se enfrentan todas las estrellas del campeonato divididas en 2 equipos; unos con camiseta del Nankatsu y otros del Shutetsu.
- Captain Tsubasa Live Together 2010: Como es usual en cada mundial, Yoichi Takahashi muestra las pericias de Ozora Tsubasa y compañía en un nuevo manga. Esta vez, en un ejemplar de la revista Young Jump, se publicó este manga en donde la selección japonesa se enfrenta a su similar de la Argentina, en un partido previo al mundial en Sudáfrica. En este manga especial hace su aparición uno de los grupos de Jmusic más populares de Japón, Exile, quienes interpretan un tema en medio del partido.

## Videojuegos
Famicom
- Captain Tsubasa  (Famicom, por Tecmo, 1988).
- Captain Tsubasa II (Famicom, por Tecmo, 1990).

Super Famicom
- Captain Tsubasa 3 (Super Famicom, por Tecmo, 1992).
- Captain Tsubasa 4 (Super Famicom, por Tecmo, 1993).
- Captain Tsubasa 5 (Super Famicom, por Tecmo, 1994).
- Captain Tsubasa J (Super Famicom, por Bandai, 1995).

Game Boy y Game Boy Advance
- Captain Tsubasa VS (Game Boy, por Tecmo, 1992).
- Captain Tsubasa J (Game Boy, por Bandai, 1995).
- Captain Tsubasa Eikō no Kiseki (Game Boy Advance, por Konami, 2002).

Sega CD
- Captain Tsubasa (Sega CD, por Tecmo, 1994).

PlayStation 1 y 2
- Captain Tsubasa J (PlayStation, por Bandai, 1996).
- Captain Tsubasa Aratanaru Densetsu Joshō (PlayStation, por Konami, 2002).
- Captain Tsubasa (PlayStation 2, por Bandai-Namco, 2006)

Game Cube
- Captain Tsubasa Ōgon Sedai no Chōsen (Game Cube, por Konami, 2002)

Nintendo DS
- Captain Tsubasa New Kick-Off (Nintendo DS, por Konami, 2010)

Dispositivos Móviles
- Captain Tsubasa: Dream Team (iOS, Android, 2017)
- Captain Tsubasa Zero: Kimero! Miracle Shot (iOS, Android, 2018)

PlayStation 4
- Captain Tsubasa: Rise of New Champions (PlayStation 4, por Bandai-Namco, 2020)

Nintendo Switch
- Captain Tsubasa: Rise of New Champions (Nintendo Switch, por Bandai-Namco, 2020)

## Banda sonora

### Captain Tsubasa
Openings
- "Moete Hero" (燃えてヒーロー?  Arde héroe) por Hiroyuki Okita (canción inédita en España, fue usada "Oliver y Benji" por Gustavo Toro, interpretación por Miguel Morant) ("Supercampeones" por Ricardo Silva en Hispanoamérica), adaptación del tema japonés de la serie.
- "Moete Hero" (燃えてヒーロー?  Arde héroe) por Takayuki Takemoto (eps 88-128)

Endings
- "Fuyu no Lion" (冬のライオン León de invierno?) por Hiroyuki Okita (eps 1-49) (inédito en España)
- "Tsubasa yo Hashire!" (翼よ走れ!?  ¡Corre Tsubasa!) por Captain Tsubasa Ouendan (eps 50-110) (inédito en España)
- "Asu ni Mukatte Shūto" (明日に向かってシュート?  Corriendo hacia el gol) por Yūko Ogai (eps 111-128) (inédito en España)

Incluso hay un tema para Italia cuyo nombre se llama Holly & Benji: Due fuoriclasse. Se hizo una rara versión al español con tema propio en la Argentina.

### Shin Captain Tsubasa
Opening
- "So Long, Dear Friend" por JETZT.

Ending
- "Saigo no FIRST KISS" por Shouko Suzuki.

### Captain Tsubasa J
Opening
- "Fightin'!" (¡Peleando!) por Face Free (por Ricardo Silva en Hispanoamérica)

Ending
- "Otoko Darou!" (男だろっ?) por Ayako Yamazaki (por Luna Itzel en Hispanoamérica)

### Captain Tsubasa: Road to 2002
Openings
- "Dragon Screamer" por Da Pump (ep 1-35)
- "Our Relation" por Imai Eriko (ep 36-52) (inédito en España)

Endings
- Episodios 1 al 13: "Feel So Right" por MAX.
- Episodios 14 al 26: "Katsu" por London Boots y arreglos por Toul Soul Brothers (inédito en España)
- Episodios 27 al 39: "Keep On Going" por Enomoto Atsuko (inédito en España)
- Episodios 40 al 52: "BREAK OFF!!" por la banda de J-Rock Dasein (inédito en España)

### Captain Tsubasa (2018)
Openings
- "Start Dash!" por Johnny's West (Eps 1 al 28)
- "Kizudarake no ai" (傷だらけの愛 Amor lleno de heridas?) por Johnny's West (Eps 29 -)

Endings
- "Moete Hero" (燃えてヒーロー?  Arde héroe) por Yūko Sanpei (Eps 1-7, 9-11)
- "Moete Hero" (燃えてヒーロー?  Arde héroe) por Kenichi Suzumura (Eps 8, 12)

### BSO
- Captain Tsubasa Original Soundtrack (CBS SONY)
- Captain Tsubasa no Subete (CBS SONY)
- Shin Captain Tsubasa (EPIC), LD (CBS SONY)
- Captain Tsubasa Jam Trip (COLUMBIA)
- Captain Tsubasa Original Soundtrack (FUTURELAND- EMY)
- Captain Tsubasa J (PONY CANYON)
- Captain Tsubasa J Opening Single (PONY CANYON)
- Captain Tsubasa J Ending Single (PONY CANYON)
- Captain Tsubasa: Music Field GAME.1 (2002) Avex Mode
- Captain Tsubasa: Music Field GAME.2 (2002) Avex Mode
- Captain Tsubasa: Music Field GAME.3 (2002) Avex Mode
- Captain Tsubasa song of kickers shoot.1 (2002) Avex Mode

## Legado
Cuando se emitió el anime, este causó sensación en todos los países donde fue estrenado; y en Japón, el fútbol local resurgió gracias a su aparición; como muestra de ello son las apariciones continuas de Japón en los últimos 7 mundiales de fútbol, luego de que nunca hubieran participado anteriormente.